# Messicobolus virilis
Messicobolus virilis är en mångfotingart som först beskrevs av Chamberlin 1922.  Messicobolus virilis ingår i släktet Messicobolus och familjen Messicobolidae. Inga underarter finns listade i Catalogue of Life.